# 성주면
성주면(聖住面)은 대한민국 충청남도 보령시에 속한 면이다.

## 개요
성주면은 1980년대 대한민국 석탄 사업을 이끌어 갔던 고장이며, 1990년대 초반 석탄합리화 사업 이후 지역경기 침체 등 잠시 어려움을 겪었으나 관광 산업을 통해 거듭나고 있는 지역이다. 사계절 관광 지역으로서 찾아오는 관광객이 매년 늘어가고 있으며, 대천해수욕장과 연계된 휴양지로 성주산 자연휴양림의 산림욕 등도 함께 즐길 수 있는 고장이며, 국보 제8호로 지정된 보령 성주사지 낭혜화상탑비, 청소년수련관, 석탄박물관, 개화예술공원 등 남녀노소 모두 즐길 수 있는 관광 프로그램을 마련하고 있다.

## 역사
- 1986년 4월 1일 보령군 미산면 성주출장소(성주리, 개화리)를 성주면으로 승격하였다.[2] (2법정리)
- 1995년 1월 1일 충청남도 보령시 성주면[3]

## 법정리
- 성주리
- 개화리